# Mia Martini
Domenica Bertè, més coneguda pel seu nom artístic Mia Martini (Bagnara Calabra, Reggio de Calàbria, 20 de setembre de 1947 - Cardano al Campo, Varese, 12 de maig de 1995), va ser una destacada cantant italiana. Fou germana de la també cantant Loredana Bertè. Van viure la seva infància i adolescència al port de Recanati.
El 2019 s'estrena la pel·lícula biogràfica Io sono Mia, dirigida per Riccardo Donna.

## Discografia
- 1971: Oltre la collina (RCA PSL 10516).
- 1972: Nel mondo, una cosa (RICORDI SMRL 6101).
- 1973: Il giorno dopo (RICORDI SMRL 6114).
- 1974: È proprio come vivere (RICORDI SMRL 6126).
- 1975: Sensi e controsensi (RICORDI SMRL 6154).
- 1975: Un altro giorno con me (RICORDI SMRL 6174).
- 1976: Che vuoi che sia... se t’ ho aspettato tanto (COME IL VENTO ZSCVE 55745).
- 1977: Per amarti (COME IL VENTO ZPLC 34026).
- 1978: Danza (WEA WARNER BROS R.T 56610).
- 1981: Mimì (DDD ZPLDR 34139).
- 1982: Quante volte... ho contato le stelle (DDD 25108).
- 1983: Miei compagni di viaggio (DDD 25613).
- 1989: Martini Mia (FONIT CETRA TLPX 219).
- 1990: La mia razza (FONIT CETRA TLPX 248).
- 1991: Mi basta solo che sia un amore (FONIT CETRA LPX 272).
- 1991: Mia Martini in concerto (FONIT CETRA LPX 294).
- 1992: Lácrime (FONIT CETRA TLPX 306).
- 1992: Rapsodia «Il meglio di Mia Martini» (FONIT CETRA LPX 329).
- 1994: La música che mi gira intorno (RTI MUSIC 1070 2 £35).